# Hagoromo-Wasserfall
Der Hagoromo-Wasserfall (japanisch 羽衣の滝, Hagoromo-no-taki) ist ein Wasserfall in Hokkaidō, Japan, der etwa um 1900 entdeckt wurde. Der Wasserfall ist mit einer Fallhöhe von 270 m der zweithöchste Wasserfall Japans. Er hat eine Breite von 80 m.